# Oloessa
Oloessa is een kevergeslacht uit de familie van de boktorren (Cerambycidae). De wetenschappelijke naam van het geslacht werd voor het eerst geldig gepubliceerd in 1864 door Pascoe.

## Soorten
Oloessa omvat de volgende soorten:
- Oloessa bianor Dillon & Dillon, 1952
- Oloessa cenea Dillon & Dillon, 1952
- Oloessa minuta Pascoe, 1864
- Oloessa poeta Dillon & Dillon, 1952